# Settimio
Settimio o Settimino (... – 271/272) fu un usurpatore che si proclamò imperatore romano nel 271 o nel 272, in Dalmazia, durante il regno di Aureliano.
Quando la minaccia di una imminente invasione gotica venne meno, la rivolta finì e Settimio fu ucciso dalle sue truppe.